# Terepai Maoate
Sir Terepai Maoate est un homme politique des îles Cook né le 1er septembre 1934 sur l'île de Rarotonga et mort le 9 juillet 2012. Il fut Premier ministre du 18 novembre 1999 au 11 février 2002 et à plusieurs reprises vice-Premier ministre (Deputy Prime Minister)

## Biographie

### Jeunesse et études
Après des études primaires et secondaires à la Ngatangiia Primary School de Rarotonga, il part en 1953 aux Fidji faire des études de médecine à la Fiji Medical School. En 1955, il obtient un diplôme d’obstétrique à l'université d'Auckland, complété d'un Master en santé publique soutenu à l'université d'Amsterdam (Pays-Bas)

### Carrière professionnelle
Terepai Maoate a exercé en tant que médecin dans diverses îles du Sud et du Nord de l'archipel, puis comme chirurgien en chef de l'hôpital de Rarotonga et directeur de service au Ministère de la santé.

### Carrière politique
Il entre en politique en 1983 en étant élu une première fois dans la circonscription de Ngatangiia sous les couleurs du Cook Islands Party. Ayant rejoint le Democratic Party, il est nommé ministre de la Santé et de l'Agriculture puis un temps vice-Premier ministre dans les gouvernements de Tom Davis et Pupuke Robati. En 1994, il prend la tête du Parti démocrate rebaptisé un temps Democratic Alliance Party (DAP), à la suite d'une scission en son sein avec le New Alliance Party (NAP). Il est finalement nommé Premier ministre le 18 novembre 1999, poste qu'il occupe jusqu'en février 2002, date à laquelle son gouvernement est à son tour renversé. Un temps dans l'opposition, il est nommé vice-Premier ministre du gouvernement de Robert Woonton en janvier 2003. Après les élections générales de septembre 2004, il retourne dans l'opposition avant de redevenir en août 2005 une troisième fois vice-Premier ministre du gouvernement Marurai à la suite du désaccord entre Jim Marurai et Geoffrey Henry.
Il est reconduit en tant que vice-Premier ministre après les élections de 2006. En décembre 2009, il est limogé du gouvernement par Jim Marurai, à la suite du fiasco du projet « fuel farm ».

## Vie personnelle
Il est marié à Lady Marito (née Mapu), originaire d'Aitutaki. Ils ont six enfants, une fille et cinq garçons dont l'actuel député Terepai (Junior) Maoate.
Il décède le 9 juillet 2012, âgé de 77 ans, d'un cancer de la prostate.

## Divers
Il porte le titre coutumier de Maoate Mataiapo (Takitumu).
Début 2007, il est élevé au rang de Chevalier de l'Empire britannique par Élisabeth II.